# Herbert Baade

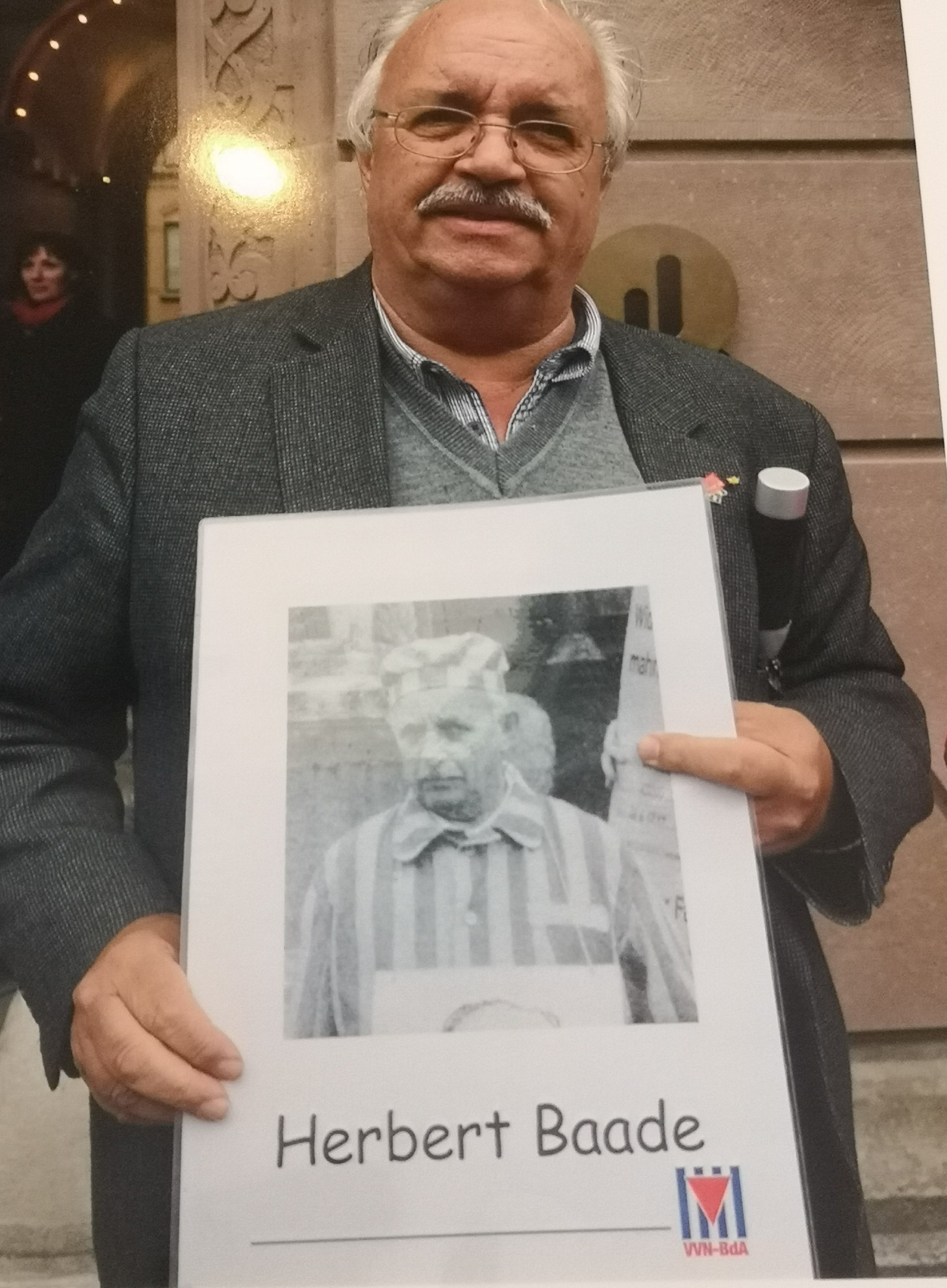
Detlef Baade mit dem Foto seines Vaters Herbert Baade vor dem Stadthaus

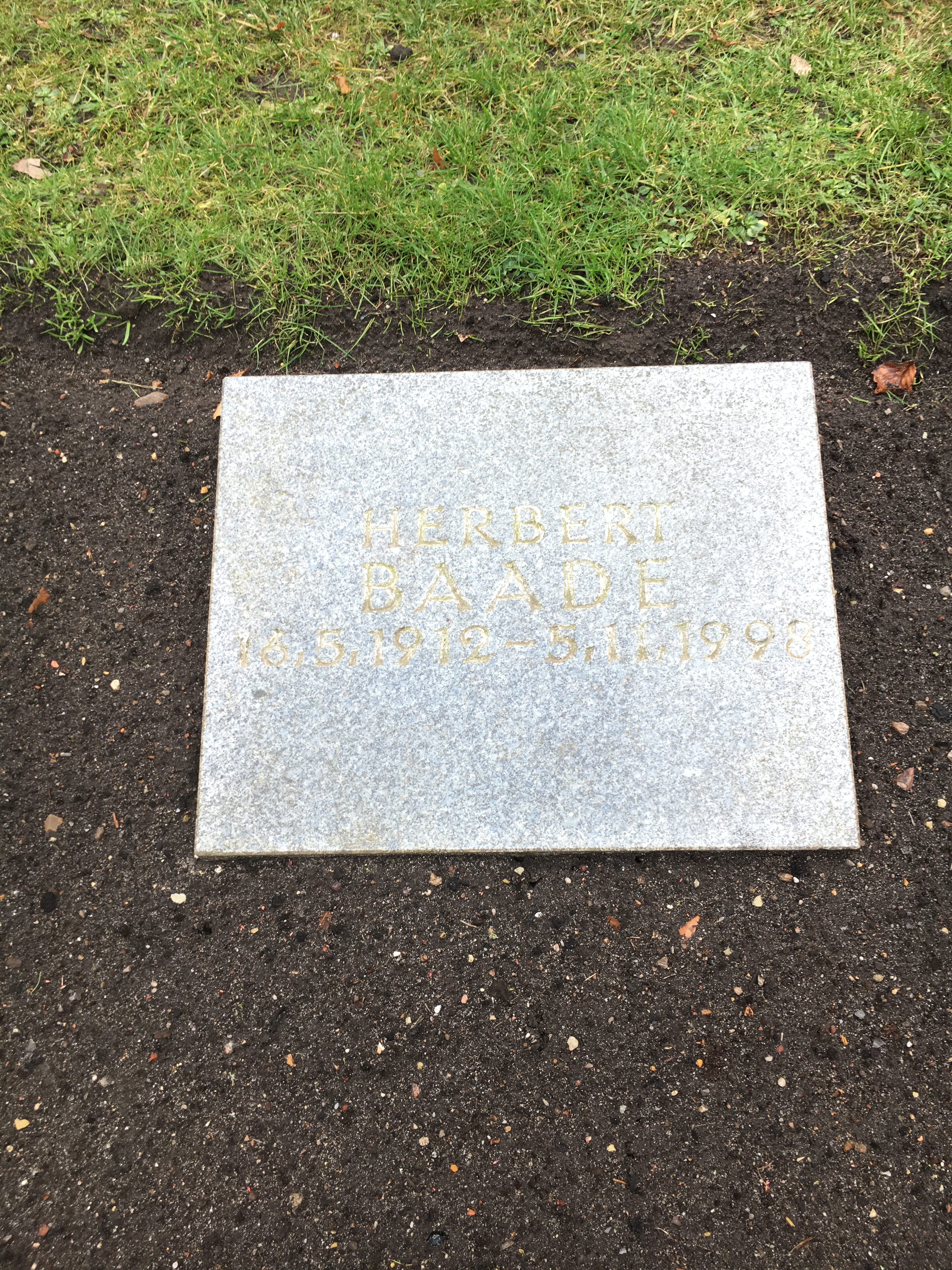
Grabstätte Herbert Baade (Ehrenfeld der Geschwister-Scholl-Stiftung auf dem Friedhof Ohlsdorf)

Herbert Baade (* 16. Mai 1912 in Weißenfels; † 5. November 1998 in Hamburg) war ein deutscher kommunistischer Widerstandskämpfer gegen den Nationalsozialismus und von 1959 bis 1979 Vorsitzender der Vereinigung der Verfolgten des Naziregimes – Bund der Antifaschistinnen und Antifaschisten (VVN) in Hamburg.

## Werdegang
Baades Vater war ein konservativer Kaufmann. Nach der Volksschule und einer Friseurausbildung zog Herbert nach Hamburg. 1932 war er der jüngste Friseurmeister in Hamburg. Trotz seiner selbständigen Tätigkeit war er Mitglied in der Gewerkschaft ADGB und der KPD, weil er sich als Arbeiter fühlte. Seit Beginn der 1930er Jahre besaß Baade in der Peterstraße in der Hamburger Neustadt einen Friseursalon. Er war Augenzeuge beim Altonaer Blutsonntag am 17. Juli 1932 und der Hinrichtung von August Lütgens, Walter Möller, Bruno Tesch, Karl Wolff mit dem Handbeil. Sein Friseursalon war gut geeignet, Informationen auszutauschen und weiterzuverbreiten. Er stellte Flugblätter her und verteilte sie. Er wurde im März 1933 verhaftet, schwer gefoltert im Stadthaus, Zentrale der Polizei und Gestapo in Hamburg. Danach wurde er ab dem 31. März 1933 in das KZ Wittmoor gebracht, kam in das Stadthaus sowie das KZ Fuhlsbüttel. Von August bis Dezember 1933 war er im KZ Esterwegen inhaftiert. Nach der Entlassung war er illegal tätig in der Leitung des Unterbezirks Altona, 1934 wurde er erneut verhaftet und vom Volksgerichtshof zu zwei Jahren Zuchthaus wegen Hochverrats verurteilt. Er kam in das Zuchthaus Brandenburg und wurde danach immer wieder inhaftiert in Gefängnissen, u. a. im Stadthaus, im Gefängnis Altona, im KZ Fuhlsbüttel und bekam Berufsverbot. 1943 wurde Baade zum Strafbataillon 999 zwangsrekrutiert. 1944 geriet er in britische Gefangenschaft in Tunis (Afrika).
Nach 1945 war er der Insel-Friseur in Hamburg-Waltershof und hat für die Rettung von Mitbürgern während der Sturmflut 1962 eine Auszeichnung erhalten. Ehrenamtlich war er als Zeitzeuge in der Gedenkstätte Fuhlsbüttel und bei Rundfahrten des Landesjugendringes Hamburg tätig. 1960 wurde er aufgrund seiner Tätigkeit in der VVN aus der SPD ausgeschlossen. 1979 wurde er auf dem Bundeskongreß der VVN-Bund der Antifaschisten in das Präsidium der Organisation gewählt.
Sein Sohn Detlef Baade ist auch als Zeitzeuge aktiv und setzt die antifaschistische Arbeit seines Vaters fort.